# 大津サービスエリア
大津サービスエリア（おおつサービスエリア）は、滋賀県大津市の名神高速道路上にあるサービスエリアである。大津ICに併設されている。名神高速道路の部分開通（1963年7月16日）と同時に設置された日本初のサービスエリアである。

## 構造
下り線は上り線に比べ標高が高くなっており、上下線の両方から遮るものがなく琵琶湖を眺望できるようになっている。こうした眺望の良さが評価され「日本夜景遺産」に認定されている。
大阪方面と名古屋方面の両方とも、SAからICに出ることはできる。その一方で、ICからSAに入ることはできない構造になっている。このような構造になった理由は、NEXCO西日本の見解として、当時は高速道路を走行するドライバーが休憩のために利用する施設として整備されたため、IC流入直後に利用することは想定していなかったとしている。なお、大津インターチェンジから名古屋方面に向かう車両は開通当初はサービスエリアを利用できたが、動線の混乱が見られたことから1977年（昭和52年）の改良工事によって利用できない構造に変更された。また、ウェルカムゲートも存在しない。
かつては名神ハイウェイバス急行便の大津バスストップ（2002年6月1日廃止）があり、上下線の施設を専用歩道を介して行き来ができた。現在は上下線を行き来することはできない。

## 歴史

### 年表
- 1963年
  - 7月16日 : 駐車場とトイレのみで供用開始[5]。
  - 9月16日 : 上下線の給油所・自動車修理所が開設（給油所の運営会社は上り線：丸善石油、下り線：シェル石油、自動車修理所の運営会社は上り線：日産自動車、下り線：トヨタ自動車）[6]。
  - 10月1日 : 上下線のレストランがオープン（運営会社は上り線：日本ハイウェイ・サービス、下り線：名神ハイウェイ・サービス）[7]。
- 1972年 : 自動車修理所が廃止される[7]。
- 1977年12月6日 : 上り線施設の改良工事が完成。
- 2006年10月1日 : 上り線施設がリニューアルオープン[8]。
- 2007年3月15日 : 下り線施設がリニューアルオープン。
- 2008年2月5日 : 上下線のガソリンスタンドが草津PAへ移転[9]。
- 2013年4月18日 : 下り線施設が「パヴァリエ びわ湖大津」としてリニューアルオープン。商業施設は1.7倍に、トイレの面積は3倍以上に拡張された[10]。
- 2021年3月31日：下り線レストランを運営していた近鉄リテーリングが撤退[11]。以後はジェイグループホールディングスが運営を受託。
- 2022年3月12日 : 下り線施設がリニューアルオープン[12]。

### 開通当初
1961年（昭和36年）に日本初の高速道路の建築物として相応しい施設にするべく「有料道路関係施設設計検討委員会」が設置され、日本道路公団における建築物の基本的なコンセプトが検討された。この中で大津SAの建築物設計は村野藤吾が担当することに決まった。
名神高速道路が1963年（昭和38年）に栗東 - 尼崎に開通した時は吹田と大津の2ヶ所にサービスエリアが設置されたが、予算の都合で食堂・売店・給油所（後に閉鎖）・自動車修理所は大津サービスエリアのみに設置され、運営は民間の業者に委託された。当時の日本道路公団は建物を直接建設したことにより、予算は「附帯事業費」として道路事業とは異なる事業費が支弁された。食堂や給油所は営業希望者が多く指名業者による競争入札が行われたが、自動車修理所は営業希望者が少なく随意契約により運営会社が決定した。レストランの開業当初、喫茶品目20種類・料理品目52種類が提供され、レストランは連日大賑わいであったという。自動車修理所は開業当初、自動車が高速道路の走行に対応しておらず故障することが多かったため設置されたが、1972年（昭和47年）にJAFの路側援助が始まるとともに廃止された。
開業当初は物珍しさから観光目的で訪れる人が多く、あまりの混雑に自然景観が良い所が休憩施設の立地条件として相応しくないとされたこともあったが、この混雑は一時的な物で後に景観の良いところに休憩施設を作る方が相応しいという考えが定着した。

### 2006年の上り線改装
2006年（平成18年）10月1日に大津SA上り線の休憩施設がリニューアルオープンした。このリニューアルではNEXCO西日本が掲げた「地域から愛され、お客様に喜ばれる会社づくり」の経営方針のもとで地域密着型の事業展開・道路利用者が楽しめるアミューズメントの提供を方針とし、この方針に賛同した事業者が大津SA上り線に出店することになった。1階には叶匠壽庵がレストランとして出店し、2階には三井観光開発（現：グランビスタ ホテル&リゾート）がショッピング・フード・ベーカリーの3店舗を出店させた。なお、1階のテナントは2019年（平成31年）3月に契約期間の満了により別のテナントへ変更となり、2019年4月5日以降はグランビスタ ホテル&リゾートがレストランを運営している。

### 2007年の給油所移転
かつては給油所（ガソリンスタンド）も設置されていたが、2008年2月5日（厳密には2月6日午前0時）に草津PAに移転した。この移転までは京滋バイパスを経由した車両が給油所があった大津SAに立ち寄れなかったため給油所間の距離が最大で150 km（岸和田SAと多賀SAの間）であったが、草津PAに移転することで最大で100 kmに短縮された。
移転した草津PAのガソリンスタンドのブランド（上り線：コスモ石油、下り線：昭和シェル石油）は上下線とも大津SA時代と同じである。
なお、高速道路の給油所は出口付近に設置されるのが通例だが、大津SAでは入口付近に設置されていた。

### 2013年の下り線改築事業
1979年（昭和54年）の改築から30年を経て駐車マス不足やエリア内の複雑な動線による交通事故などの問題が顕在化し、2010年（平成22年）から2013年（平成25年）にかけて大津SA下り線の大規模改良事業が進められた。工事は東側敷地駐車ヤード拡幅・ミニトイレ設置、休憩施設建替、ランプの立体交差化の順に行われた。休憩施設の改良は「古の宿場町の賑わいを再び、活気ある大津SA」をスローガンに湖都のオアシスとして取り組まれた。狭小な敷地を克服すべく利用実態調査の結果を基にトイレと店舗施設を相互利用できるよう改良された。また、休憩と気分転換を図れるよう身体障害者用駐車場の上屋とトイレの屋上空間を有効活用して休憩園地を設けた。14店舗から成り立つ複合型商業施設で様々な食事や買い物を楽しめ、関西地域で初の「パヴァリエ」として誕生した。3階のテラスからは琵琶湖を一望することができるようになっている。
このリニューアル工事以前は大津IC上り線入口ランプ（大津ICから名古屋方面）と大津IC上り線出口ランプ（大阪方面から大津IC）のランプが平面交差であった。平面交差時代は1年あたり5件程度の事故が生じていたが、立体交差の完成によって一時停止が解消され安全・快適に通行できるようになった。
駐車場レイアウトの変更が行われ、小型車マスやバス優先マスを増やすとともに大型車と小型車の駐車位置を分離させた。また、小型車の駐車場から歩道橋を設置することで安全性を高めた。
トイレは大型バスの団体をターゲットとした西側トイレ、小型車による道路利用者を重点とした東側トイレと異なる利用者ニーズに対応した。特に混雑が集中しやすい西側トイレの女性トイレは出入口付近の動線を一方通行化することで混雑緩和を図っている。東側トイレの利用者は比較的滞在時間の長い傾向にあるため、女性トイレは「癒しの個」をコンセプトに各ブース内部に洗面器と鏡を設け、男性トイレは小便器の間に隔離板を設けて個室のようなトイレとした。また、超高齢化社会に対応するため多機能トイレは手すりと紙巻き器、洗浄ボタンなどを左右両方に配置することでより多くの道路利用者が使いやすいトイレとして整備した。幼児から児童までをターゲットとした保護者と一緒に利用できるファミリートイレを整備し、内部は地域連携の一環として大津市の観光イメージキャラクター・おおつ光ルくんを取り入れた。トイレブースの利用実態が分かるようにLEDによる扉開閉ランプや満空表示板を整備するほか、利用実態把握のために利用人数をカウントする設備を設けて保全計画の策定を行いやすくした。
従来はトイレ改修をNEXCO西日本、店舗改修工事を西日本高速道路サービスホールディングスが工事発注から竣工まで別々の担当となっていたが、大津SAの施工にあたっては狭小なエリアで施工業者複数入り混じった工事になることから安全管理面での問題を解決するためNEXCO西日本としては初めて一体で工事を発注する方式で進められた。施工ヤードが一体であるため現場監理・安全管理・品質管理はNEXCO西日本が主導で実施し、特に安全管理を重点的に実施し、発注者・受注者間の調整会議を月1回開き、安全作業における統一的なルールを用いるなどして安全意識の向上を行った。

## 道路
- E1 名神高速道路

## 施設
大津サービスエリアは「恋人の聖地」として認定されており、上り線にモニュメント「メビウスの輪」、下り線にアーチのトンネルが設置されている。
「名神高速道路起工の地」の案内表示板が駐車場内に設置されていたが、現在は撤去されている。

### 上り線（名古屋・福井方面）
- 駐車場
  - 大型 34台
  - 小型 105台
  - 二輪 8台
- トイレ
  - 男性 大9（和式1・洋式8）・小22
  - 女性 23（和式2・洋式21）
  - 車椅子用 1
- インフォメーション・FAXサービス（平日8:00-18:00、土曜・日曜・祝日8:00-20:00）
- 携帯電話充電サービス
- 地下1階 レストラン（グランビスタ ホテル&リゾート、11:00-21:00）
- 2階 スナック・ショッピング（グランビスタ ホテル&リゾート、24時間）
  - 『551蓬莱』（10:00-20:00）
  - 『レイクサイドコーヒー』（小川珈琲、8:00-20:00）
- 自動販売機
- ハイウェイ情報ターミナル

### 下り線（大阪・神戸方面）
- 駐車場
  - 大型 47台（その内11台はバス優先）[24]
  - 小型 132台[24]
  - 二輪 4台
- トイレ
  - 男性 大12（和式2・洋式10）・小30
  - 女性 54（和式5・洋式49）
  - 車椅子用 3
  - ファミリー 1
- インフォメーション・FAXサービス（平日8:00-18:00、土曜・日曜・祝日7:00-19:00）
- 携帯電話充電サービス
- 2階 フードコート
  - 『麺屋　白髭』（24時間）
  - 『丼　近江高虎』（10:00-21:00）
  - 『天ぷら定食　おざぶ』（10:00-21:00）
  - 『大阪王将』（10:00-21:00）
  - 『MouMou Cafe』（平日10:00-18:00、土日祝10:00-19:00）
  - ドライバーズコーナー（飲食10:00-21:00、シャワー・ランドリー・休憩所24時間）

※バリアフリー化エレベーター付き
- 1階
  - マクドナルド（24時間）
  - 『MouMou Cafe』（平日10:00-18:00、休日10:00-19:00）
  - 専門店（平日10:00-18:00、休日9:00-19:00）
  - ショッピングコーナー（24時間）
- 自動販売機
- ハイウェイ情報ターミナル
- セブン銀行（24時間）
- コインシャワー
- コインランドリー

## 隣
E1 名神高速道路
(30-2)瀬田東JCT/IC - (30-2)瀬田西IC - (31)大津IC/大津SA - (32)京都東IC